# Pierre Lemoine (1920-2006)
Pour les articles homonymes, voir Pierre Lemoine et Lemoine.
Pierre Lemoine, né le 21 décembre 1920 à Mostaganem, dans l'ancien département français d'Oran, mort le 24 août 2006 à Paris, est un inspecteur général des musées de France, conservateur du patrimoine.
De 1980 jusqu'à sa retraite en 1986, il dirige le musée national du château de Versailles avec rang de conservateur général.

## Biographie
Qualifié de « personnage » par son ami de jeunesse le journaliste Jean Daniel, Pierre Lemoine rêve très tôt — selon le fondateur du Nouvel Observateur — de devenir « conservateur en chef du plus grand musée de France, le château de Versailles ». Ils font alors tous deux partie d'un groupe d'élèves du lycée de Blida.
Pierre Lemoine commence cependant par envisager une carrière dans la diplomatie. Les débuts de la Seconde Guerre mondiale interrompent ce projet et il s'engage dans les Forces françaises libres en Algérie. Début 1943, à l'âge de 22 ans, il participe au débarquement en Italie et combat à Monte Cassino où il est blessé. Il rejoint ensuite l'armée de de Lattre de Tassigny.
À la fin de la guerre, il abandonne définitivement l'idée de la diplomatie et s'oriente vers l'histoire de l'art. Il suit les cours de l'École du Louvre dont il sort diplômé. C'est lors d'un stage en 1948 qu'il découvre pour la première fois les coulisses du château de Versailles.
En 1954, il est nommé quatre ans attaché à la conservation du château de la Malmaison puis devient assistant conservateur au château de Fontainebleau en 1958. Il rejoint définitivement Versailles en 1964 pensant succeder dans un premier temps  a Charles Terrasse mais c est André Malraux qui nomma Boris Lossky ancien conservateur du musée des beaux arts de Tours et Amboise qui prendra la suite de Fontainebleau .il sera nommé au  palais qu'il ne quittera plus jusqu'à sa retraite.
Pierre Lemoine devient conservateur en chef à Versailles en 1974. C'est à cette époque qu'il est demandé à ce spécialiste du XVIIIe siècle d'organiser de nombreuses expositions, notamment Louis XV, un moment de perfection de l'art français à l'hôtel de la Monnaie en 1974-1975.
En 1980, il est nommé « conservateur général du musée national de Versailles et des Trianons » par le président Valéry Giscard d'Estaing, succédant dans cette fonction à Gérald Van der Kemp.
L'influence de Pierre Lemoine à Versailles est marquée par des actions majeures, en particulier le raccrochage des salles du XVIIe siècle, la restitution des appartements des princes au rez-de-chaussée et, surtout, la construction de l'escalier de Gabriel, dessiné en son temps par l'architecte de Louis XV mais jamais réalisé. Son guide de Versailles et des Trianons édité par la Réunion des musées nationaux, « le Lemoine », est toujours considéré comme un ouvrage de référence, malgré les évolutions opérées au château depuis son départ : encore aujourd'hui, certaines notices du site officiel chateauversailles.fr en sont extraites.
Atteint par la limite d'âge, il prend sa retraite en 1986.

## Personnalité
Pierre Lemoine est décrit comme un personnage « d'une extrême sensibilité, libre d'esprit et curieux de tout ». Mélomane averti et pianiste amateur de bon niveau, il est à l'origine du renouveau de la musique baroque à Versailles. Cette sensibilité ne l'empêche pas d'avoir une opinion marquée de son action : lors d'une interview télévisée en 1986, alors qu'est discutée sa décision de construire ex nihilo l'escalier de Gabriel qui n'a jamais existé que sur plans, il déclare « je ne transforme pas Versailles, je le termine ».
Hors Versailles, Pierre Lemoine est à l’origine, avec François Furet, de la fondation Saint-Simon. Son guide des églises de Rome et de Venise édifice par édifice, ouvrage réservé à ses intimes et non publié, dénote sa très grande connaissance de l'art italien.

## Publications
- Pierre Lemoine, Guide du Musée et Domaine national de Versailles et Trianon, Paris, Le Seuil/RMN, 1991, 740 p. (ISBN 2-7118-4485-4)
- Pierre Lemoine, « Le château de Versailles », Albin Michel, 1987  (ISBN 978-2226028143)
- Pierre Lemoine, « Fontainebleau », Sun, 1963 (ASIN B003X1803C)

## Décorations
- Commandeur de l'ordre des Arts et des Lettres Il est fait commandeur lors de la promotion du 23 octobre 1986[7].